# Michel Chodkiewicz
Michel Chodkiewicz (París, 13 de maig de 1929 - Candé, 31 de març de 2020) fou un editor i filòsof francès, especialista en el sufisme.

## Biografia
Fill d'una família aristocràtica d'origen polonès establerta a França des de 1832, Chodkiewicz es va convertir a l'islam als disset anys com la «culminació d'una recerca personal iniciada a l'adolescència […] perquè el catolicisme no li havia donat respostes satisfactòries».
Va ser director general president i conseller delegat de les Éditions du Seuil de 1977 a 1989 i cap d'estudis a l'École des hautes études en sciences sociales de París, on va dirigir seminaris sobre la filosofia d'Ibn al-Arabí.
Del 1953 al 1965, va ser editor i director de col·leccions a Seuil, on va ser responsable, en particular, de la sèrie Microcosme, literatura estrangera i assaig.
El 1965, va ser nomenat per Jean Bardet i Paul Flamand president de la Société d'éditions scientifiques (SES), la primera gran filial de l'editorial. En aquest paper, va orquestrar la presa de possessió de la revista Atomes que va rellançar i després va transformar i rebatejar per La Recherche el 1970. També va fundar L'Histoire el 1978.
Michel Chodkiewicz va morir el 31 de març de 2020 a l'edat de 90 anys. La seva filla, Claude Addas, llicenciada en llengües orientals i autora d'una tesi doctoral sobre Ibn al-Arabí, continua la recerca de son pare.

## Obres principals
- Abd el-Kader, Écrits spirituels, presentació, traducció i notes, Seuil, 1982; reedició de 1994.
- Awhad al-din Balyani, Épître sur l'Unicité absolue, presentació, traducció i notes, Les Deux Océans, 1982.
- Le Sceau des Saints, Prophétie et Sainteté dans la doctrine d'Ibn 'Arabî, Gallimard, 1986. - reed. 2012
- Ibn 'Arabî, Les Illuminations de La Mecque, textos seleccionats de al-Futûhât al-Makkîya (amb la col·laboració de W.C. Chittick, C. Chodkiewicz, D. Gril i J.W. Morris), Sindbad, 1988 ; reedició amb el títol Anthologie présentée par Michel Chodkiewicz, Albin Michel/Spiritualités vivantes, 2008.
- Un Océan sans rivage. Ibn 'Arabî, le Livre et la Loi, Seuil, 1992.